# 가논돌프

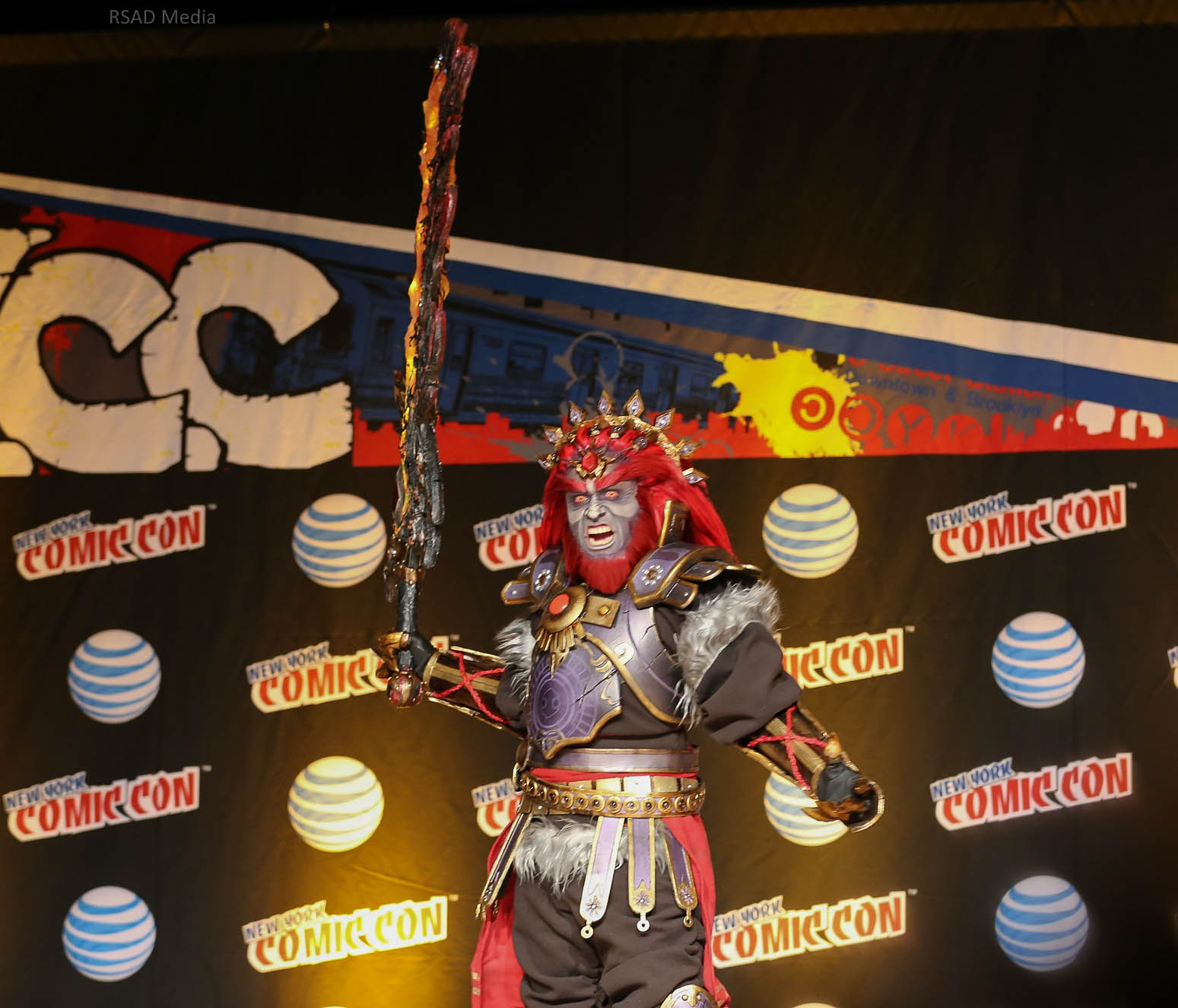

가논돌프(일본어: ガノンドロフ, 영어: Ganondorf, 약칭: 가논)는 젤다의 전설 시리즈에 등장하는 캐릭터이다. 대부분의 시리즈에서 최종 보스로 등장한다. 작품에 따라 바뀌지만 일반적으로는 젤다를 납치하고 하이랄 왕국을 정복하는 것이 목적이다.
대부분의 게임에서 트라이포스를 보유하고 있으며 보유하고 있는 동안은 마스터소드 같은 전설적인 무기가 아니면 피해를 줄 수 없는 무적이 된다.
키 230cm로 대난투 스매시브라더스에서는 인간 최장신이며 키 순서로 2위가 로젤리나이다.